# Serie A2 2008-2009 (pallavolo maschile)
La Serie A2 italiana di pallavolo maschile 2008-2009 si è svolta dal 28 settembre 2008 al 16 maggio 2009: al torneo hanno partecipato sedici squadre di club italiane e la vittoria finale è andata per la prima volta alla Pallavolo Loreto.

## Regolamento
Le squadre hanno disputato un girone all'italiana, con gare di andata e ritorno, per un totale di trenta giornate; al termine della regular season:
- La prima classificata è promossa in Serie A1.
- Le classificate dal secondo al ottavo posto hanno acceduto ai play-off promozione, strutturati in quarti di finale, semifinali e finale, tutte giocate al meglio di due vittorie su tre gare: la vincitrice è promossa in Serie A1.
- Le ultime quattro classificate sono retrocesse in Serie B1: tuttavia, a seguito della rinuncia a campionato in corso del Volley Corigliano, sono retrocesse le ultime tre classificate.

## Le squadre partecipanti
Le squadre aventi diritto a prendere parte al torneo per la stagione 2008-09 erano sedici. L'Andreoli Latina e la Volley Corigliano provenivano dalla Serie A1 2007-08, mentre Edilesse Cavriago, Gherardi Cartoedit Tratos Città di Castello e La Nef Castelfidardo erano le neopromosse dalla B1. La quarta e la quinta neopromosse, Oderzo e Terlizzi, avevano ceduto il diritto alla partecipazione rispettivamente alla Canadiens Mantova e alla Nava Gioia del Colle. Alla rinuncia di Taviano a prendere parte al torneo era conseguito il ripescaggio della Wayel Bologna; infine, dopo il ripescaggio di Verona, aveva completato l'organico la M. Roma, che in precedenza aveva scelto di non iscriversi al campionato di A1.
La Volley Corigliano si era poi ritirata dal campionato tra la 2ª e la 3ª giornata, l'11 ottobre 2008.
| Andreoli Latina                         |
| --------------------------------------- |
| Stagioni in Serie A2: 5                 |
| Campo di gioco: PalaBianchini di Latina |
| 2007-08: 14ª in A1; retrocessa in A2    |
| Allenatore: Daniele Ricci               |

| Canadiens Mantova                                                    |
| -------------------------------------------------------------------- |
| Stagioni in Serie A2: 2                                              |
| Campo di gioco: PalaSiglacom di Curtatone, MN                        |
| 2007-08: 14ª in A2; retrocessa in B1; acquisisce i diritti di Oderzo |
| Allenatori: Scarduzio (1ª-14ª), Marchesi (dalla 15ª)                 |

| Codyeco Santa Croce                                      |
| -------------------------------------------------------- |
| Stagioni in Serie A2: 21                                 |
| Campo di gioco: PalaParenti di Santa Croce sull'Arno, PI |
| 2007-08: 7ª in A2                                        |
| Allenatore: Gian Domenico Dalù                           |

| Edilesse Cavriago                                  |
| -------------------------------------------------- |
| Stagioni in Serie A2: 2                            |
| Campo di gioco: PalaBigi di Reggio Emilia          |
| 2007-08: 1ª in B1; promossa in A2                  |
| Allenatori: Guidetti (1ª-19ª), Dagioni (dalla 20ª) |

| Esse-Ti Carilo Loreto                       |
| ------------------------------------------- |
| Stagioni in Serie A2: 13                    |
| Campo di gioco: PalaSerenelli di Loreto, AN |
| 2007-08: 3ª in A2                           |
| Allenatore: Luca Moretti                    |

| Fiorese Bassano del Grappa                            |
| ----------------------------------------------------- |
| Stagioni in Serie A2: 6                               |
| Campo di gioco: PalaBassano di Bassano del Grappa, VI |
| 2007-08: 10ª in A2                                    |
| Allenatore: Gheorghe Crețu                            |

| Gherardi Cartoedit Tratos Città di Castello     |
| ----------------------------------------------- |
| Stagioni in Serie A2: 7                         |
| Campo di gioco: PalaEngels di Città di Castello |
| 2007-08: 1ª in B1; promossa in A2               |
| Allenatore: Andrea Radici                       |

| La Nef Castelfidardo                                  |
| ----------------------------------------------------- |
| Stagioni in Serie A2: 1                               |
| Campo di gioco: Palasport di Castelfidardo, AN        |
| 2007-08: 2ª in B1; vincitrice dei play-off promozione |
| Allenatore: Gianluca Graziosi                         |

| M. Roma                                                                |
| ---------------------------------------------------------------------- |
| Stagioni in Serie A2: 1                                                |
| Campo di gioco: Palazzetto dello Sport di Roma                         |
| 2007-08: 4ª in A1; semifinalista nei play-off scudetto; iscritta in A2 |
| Allenatore: Ermanno Piacentini                                         |

| Materdomini Castellana Grotte                    |
| ------------------------------------------------ |
| Stagioni in Serie A2: 7                          |
| Campo di gioco: Pala167 di Castellana Grotte, BA |
| 2007-08: 11ª in A2                               |
| Allenatori: Dagioni (1ª-9ª), Lattari (dalla 10ª) |

| Nava Gioia del Colle                                         |
| ------------------------------------------------------------ |
| Stagioni in Serie A2: 12                                     |
| Campo di gioco: Palasport di Gioia del Colle, BA             |
| 2007-08: 2ª in B1; acquisisce il titolo sportivo di Terlizzi |
| Allenatore: Jorge Cannestracci                               |

| Olio Pignatelli Isernia                            |
| -------------------------------------------------- |
| Stagioni in Serie A2: 5                            |
| Campo di gioco: PalaFraraccio di Isernia           |
| 2007-08: 9ª in A2                                  |
| Allenatori: Giacobbe (1ª-9ª), Fenoglio (dalla 10ª) |

| Samgas Crema                             |
| ---------------------------------------- |
| Stagioni in Serie A2: 10                 |
| Campo di gioco: PalaBertoni di Crema, CR |
| 2007-08: 8ª in A2                        |
| Allenatore: Luca Monti                   |

| SP Catania                             |
| -------------------------------------- |
| Stagioni in Serie A2: 9                |
| Campo di gioco: PalaCatania di Catania |
| 2007-08: 5ª in A2                      |
| Allenatore: Hugo Conte                 |

| Volley Corigliano                                        |
| -------------------------------------------------------- |
| Stagioni in Serie A2: 4                                  |
| Campo di gioco: PalaCorigliano di Corigliano Calabro, CS |
| 2007-08: 13ª in A1; retrocessa in A2.                    |
| Allenatore: Vincenzo Nacci                               |

| Wayel Bologna                                           |
| ------------------------------------------------------- |
| Stagioni in Serie A2: 4                                 |
| Campo di gioco: PalaSavena di San Lazzaro di Savena, BO |
| 2007-08: 2ª in B1; ripescata per la rinuncia di Taviano |
| Allenatori: Alberti (1ª-22ª), Babini (dalla 23ª)        |

## Classifica
| Pos. | Squadra                                     | Pt | G  | V  | P  | SV | SP |
| ---- | ------------------------------------------- | -- | -- | -- | -- | -- | -- |
| 1.   | Esse-Ti Carilo Loreto                       | 63 | 28 | 23 | 5  | 71 | 37 |
| 2.   | Codyeco Santa Croce                         | 63 | 28 | 21 | 7  | 72 | 36 |
| 3.   | Fiorese Bassano del Grappa                  | 58 | 28 | 20 | 8  | 68 | 40 |
| 4.   | Andreoli Latina                             | 55 | 28 | 17 | 11 | 68 | 41 |
| 5.   | Nava Gioia del Colle                        | 50 | 28 | 18 | 10 | 66 | 52 |
| 6.   | Olio Pignatelli Isernia                     | 48 | 28 | 17 | 11 | 59 | 52 |
| 7.   | Samgas Crema                                | 43 | 28 | 16 | 12 | 57 | 53 |
| 8.   | Canadiens Mantova                           | 42 | 28 | 14 | 14 | 56 | 57 |
| 9.   | M. Roma                                     | 39 | 28 | 12 | 16 | 54 | 58 |
| 10.  | Materdomini Castellana Grotte               | 34 | 28 | 11 | 17 | 49 | 62 |
| 11.  | Wayel Bologna                               | 32 | 28 | 10 | 18 | 44 | 63 |
| 12.  | Edilesse Cavriago                           | 31 | 28 | 9  | 19 | 45 | 63 |
| 13.  | SP Catania                                  | 31 | 28 | 8  | 20 | 47 | 67 |
| 14.  | Gherardi Cartoedit Tratos Città di Castello | 21 | 28 | 7  | 21 | 37 | 75 |
| 15.  | La Nef Castelfidardo                        | 20 | 28 | 7  | 21 | 37 | 74 |
| 16.  | Volley Corigliano                           | –  | –  | –  | –  | –  | –  |

| Promossa in Serie A1 | Ammesse ai play-off promozione | Retrocesse in Serie B1 | Ritirata a campionato in corso |

## Risultati

### Tabellone
|                   | Bassano | Bologna | Castelfidardo | Castellana | Catania | Cavriago | Città di Castello | Corigliano | Crema | Gioia del Colle | Isernia | Latina | Loreto | Mantova | Roma | Santa Croce |
| ----------------- | ------- | ------- | ------------- | ---------- | ------- | -------- | ----------------- | ---------- | ----- | --------------- | ------- | ------ | ------ | ------- | ---- | ----------- |
| Bassano           | XXX     | 3-0     | 3-0           | 3-0        | 3-1     | 3-1      | 3-2               | –          | 3-0   | 0-3             | 2-3     | 3-1    | 2-3    | 3-0     | 3-1  | 1-3         |
| Bologna           | 0-3     | XXX     | 3-0           | 3-1        | 3-2     | 0-3      | 3-2               | –          | 3-1   | 3-1             | 2-3     | 0-3    | 3-0    | 2-3     | 1-3  | 1-3         |
| Castelfidardo     | 1-3     | 3-2     | XXX           | 3-2        | 3-1     | 3-0      | 2-3               | –          | 2-3   | 1-3             | 0-3     | 1-3    | 0-3    | 2-3     | 1-3  | 3-2         |
| Castellana        | 3-1     | 3-1     | 3-1           | XXX        | 3-2     | 3-1      | 3-1               | –          | 3-1   | 0-3             | 3-0     | 2-3    | 1-3    | 3-1     | 1-3  | 1-3         |
| Catania           | 2-3     | 3-0     | 3-1           | 3-1        | XXX     | 3-2      | 2-3               | –          | 2-3   | 2-3             | 3-2     | 0-3    | 2-3    | 1-3     | 3-0  | 1-3         |
| Cavriago          | 2-3     | 1-3     | 3-1           | 3-0        | 3-0     | XXX      | 3-1               | –          | 1-3   | 2-3             | 1-3     | 3-2    | 3-0    | 3-2     | 2-3  | 0-3         |
| Città di Castello | 3-1     | 1-3     | 3-2           | 0-3        | 0-3     | 0-3      | XXX               | –          | 2-3   | 3-2             | 2-3     | 0-3    | 2-3    | 1-3     | 3-2  | 0-3         |
| Corigliano        | –       | –       | –             | –          | –       | –        | –                 | XXX        | –     | –               | –       | –      | –      | 1-3     | –    | –           |
| Crema             | 1-3     | 3-0     | 3-1           | 3-1        | 1-3     | 3-0      | 3-0               | –          | XXX   | 3-2             | 3-0     | 3-2    | 3-0    | 0-3     | 3-0  | 3-2         |
| Gioia del Colle   | 0-3     | 3-0     | 3-0           | 3-1        | 3-2     | 3-1      | 1-3               | –          | 2-3   | XXX             | 3-0     | 3-2    | 3-2    | 3-2     | 3-1  | 2-3         |
| Isernia           | 3-0     | 3-1     | 3-0           | 3-1        | 3-2     | 3-0      | 3-1               | –          | 3-2   | 2-3             | XXX     | 3-1    | 0-3    | 3-1     | 1-3  | 3-2         |
| Latina            | 1-3     | 3-1     | 3-0           | 3-1        | 3-0     | 3-0      | 3-0               | –          | 3-0   | 3-2             | 3-0     | XXX    | 2-3    | 3-0     | 2-3  | 2-3         |
| Loreto            | 3-1     | 3-1     | 3-0           | 3-2        | 3-0     | 3-0      | 3-0               | –          | 3-0   | 3-0             | 3-2     | 3-1    | XXX    | 3-1     | 3-1  | 3-1         |
| Mantova           | 1-3     | 3-0     | 2-3           | 3-1        | 3-1     | 3-2      | 3-1               | –          | 3-2   | 2-3             | 1-3     | 0-3    | 1-3    | XXX     | 3-1  | 3-0         |
| Roma              | 2-3     | 0-3     | 2-3           | 2-3        | 3-0     | 3-0      | 3-0               | 3-0        | 3-1   | 2-3             | 3-1     | 1-3    | 2-3    | 0-3     | XXX  | 1-3         |
| Santa Croce       | 0-3     | 3-2     | 3-0           | 3-0        | 3-0     | 3-2      | 3-1               | –          | 3-0   | 3-0             | 3-0     | 3-1    | 3-0    | 3-0     | 2-3  | XXX         |

## Play-off promozione

### Tabellone
|  | Quarti di finale | Quarti di finale      | Quarti di finale   | Quarti di finale | Quarti di finale |  |  | Semifinali | Semifinali         | Semifinali | Semifinali | Semifinali |   |   | Finale | Finale          | Finale | Finale | Finale |  |
|  |                  |                       |                    |                  |                  |  |  |            |                    |            |            |            |   |   |        |                 |        |        |        |  |
|  | 2                | Santa Croce sull'Arno | 3                  | 2                | 2                |  |  |            |                    |            |            |            |   |   |        |                 |        |        |        |  |
|  | 9                | Roma                  | 1                  | 3                | 3                |  |  | 9          | Roma               | 1          | 3          | 0          |   |   |        |                 |        |        |        |  |
|  | 6                | Isernia               | 0                  | 3                | 2                |  |  | 5          | Gioia del Colle    | 3          | 1          | 3          |   |   |        |                 |        |        |        |  |
|  | 5                | Gioia del Colle       | 3                  | 2                | 3                |  |  |            |                    |            |            |            |   |   | 5      | Gioia del Colle | 0      | 3      | 0      |  |
|  | 4                | Latina                | Latina             | 3                | 3                |  |  |            |                    | 4          | Latina     | 3          | 1 | 3 |        |                 |        |        |        |  |
|  | 7                | Crema                 | Crema              | 1                | 1                |  |  | 4          | Latina             | 1          | 3          | 3          |   |   |        |                 |        |        |        |  |
|  | 8                | Mantova               | Mantova            | 1                | 1                |  |  | 3          | Bassano del Grappa | 3          | 0          | 1          |   |   |        |                 |        |        |        |  |
|  | 3                | Bassano del Grappa    | Bassano del Grappa | 3                | 3                |  |  |            |                    |            |            |            |   |   |        |                 |        |        |        |  |